# Thevray
Thevray település Franciaországban, Eure megyében. Lakosainak száma 307 fő (2018. január 1.).

## Népesség
A település népessége az elmúlt években az alábbi módon változott:
| Lakosok száma | 300  | 284  | 168  | 168  | 175  | 280  | 292  | 291  | 292  | 307  |
|               | 1962 | 1968 | 1982 | 1990 | 1999 | 2008 | 2011 | 2013 | 2017 | 2018 |